# Hydraena capetribensis
Hydraena capetribensis är en skalbaggsart som beskrevs av Perkins 2007. Hydraena capetribensis ingår i släktet Hydraena och familjen vattenbrynsbaggar. Inga underarter finns listade i Catalogue of Life.